# Roger Ebert
Roger Ebert (født 18. juni 1942, død 4. april 2013) var en berømt amerikansk forfatter og filmanmelder.
Han er blandt andet kendt for TV-showet Siskel and Ebert, en filmanmeldelsesserie med Gene Siskel. Gene og Roger var meget begejstrede for film, og de er især kendt i hele verden for deres lange samtaler og heftige diskussioner om film. De er ofte blevet kaldt en af verdens bedste filmanmeldelerduoer. Showet kørte fra 1970 indtil Genes død, efter han fik diagnosticeret kræft og døde i 1999. 
Efter Siskels død forsatte Ebert med en anden kritiker, Roeper. De havde begge to et godt samarbejde, men det blev altid Siskel og Ebert, der som det første på showet vil blive husket af mange som det bedste filmanmelderpar af mange mennesker nu og i fremtiden.
Roger selv fik konstateret strubekræft, og efter en operation kunne han ikke længere tale, og han havde et udtryk, der ligner et permanent smil. Han forsatte, på trods af at han ikke længere kunne tale, med at anmelde film på sin hjemmeside RogerEbert.com indtil sin død.
Efter at have annonceret, at han ville bruge resten af sit liv på at anmelde film, han kunne lide, døde Roger Ebert d. 4. april 2013. Ebert så omkring 10.000 film og anmeldte de fleste. Han har vundet Pulitzerprisen og fået en stjerne på Hollywood Walk of Fame. Ebert betragtes af mange som verdens største filmanmelder.

## Bedste film efter år
Ebert fremstillede en liste over bedste film efter år fra 1967 til 2012, der skulle hjælpe med at give et overblik over hans præferencer.
- 1967: Bonnie and Clyde
- 1968: The Battle of Algiers
- 1969: Z
- 1970: Five Easy Pieces
- 1971: The Last Picture Show
- 1972: The Godfather
- 1973: Cries and Whispers
- 1974: Scener fra et ægteskab
- 1975: Nashville
- 1976: Small Change
- 1977: 3 Women
- 1978: An Unmarried Woman
- 1979: Apocalypse Now
- 1980: The Black Stallion
- 1981: My Dinner with Andre
- 1982: Sophie's Choice
- 1983: The Right Stuff
- 1984: Amadeus
- 1985: Farven lilla
- 1986: Platoon
- 1987: House of Games
- 1988: Mississippi Burning
- 1989: Do the Right Thing
- 1990: Goodfellas
- 1991: JFK
- 1992: Malcolm X
- 1993: Schindler's List
- 1994: Hoop Dreams
- 1995: Leaving Las Vegas
- 1996: Fargo
- 1997: Eve's Bayou
- 1998: Dark City
- 1999: Being John Malkovich
- 2000: Almost Famous
- 2001: Monster's Ball
- 2002: Minority Report
- 2003: Monster
- 2004: Million Dollar Baby
- 2005: Crash
- 2006: Pan's Labyrinth
- 2007: Juno
- 2008: Synecdoche, New York
- 2009: The Hurt Locker
- 2010: The Social Network
- 2011: A Separation
- 2012: Argo